# Hort d'en Grimau
L'Hort d'en Grimau és un jaciment arqueològic del Neolític antic i mitjà català, de Castellví de la Marca (Alt Penedès), inclòs a l'Inventari del Patrimoni Arqueològic i Paleontològic de Catalunya.
Està situat al bell mig de la plana miocènica que constitueix la depressió del Penedès. Les troballes arqueològiques es localitzen en el marge dret d'una d'aquestes rieres, l'anomenada riera de Cal Bruna o dels Marramaus, en el terme municipal de Castellví de la Marca. Es troben en terrenys de cultius d'horta i cereal i va ser descoberta pel propietari dels terrenys (A.Grimau i Pere Mateu) de manera casual. El material arqueològic resultant de les excavacions van ser tot un conjunt d'estructures sepulcrals i funeràries; sepultures, fosses circulars i diferents tipus de materials lítics i ceràmics, a més de pedres alterades per l'ús del foc.
El jaciment de l'Hort d'en Grimau és un exemple de jaciment del Bronze final i la Primera Edat del Ferro a la Catalunya meridional i representa, a l'hora un cas singular a les comarques penedesenques. Cal destacar l'afiliació del jaciment al conjunt de poblats pre-ibèrics.

## Situació geogràfica i geològica
Es troba en el marge dret de l'anomenada riera de Can Bruna o dels Marramaus, en el terme municipal de Castellví de la Marca (Alt Penedès). Les seves coordenades cartogràfiques són 5º 38’ 37” longitud est i 41º 20’ 06” latitud nord i està a 190m sobre el nivell del mar.
El context geològic on està ubicat el jaciment és del tipus característic dels terrenys argilosos i loèssics. Sobre la informació de la composició del sòl o de l'estrat geològic no s'han dut a terme fins avui cap estudi sobre els sediments ni la composició d'aquests.

## Descobriment i historiografia[calcitació]
A primers de 1985, Antoni Grimau mentre realitzava treballs agrícoles de llaurat en la seva propietat posà al descobert una acumulació de rierencs de regular mida, talment al·lòctens que omplien una depressió circular. Ell mateix excavà l'estructura posant de manifest que es tractava d'una sepultura en fossa que contenia un esquelet.
El mateix propietari va arribar a la conclusió que possiblement el cos inhumat fora de cronologia prehistòrica motiu pel qual es posà en contacte amb l'equip d'arqueòlegs els quals procediren al desembre de 1985 a la primera excavació d'urgència on es descobriren quatre noves estructures, més la trobada per Antoni Grimau.
L'octubre de l'any següent, Pere Mateu, propietari de les terres contigües, procedí a l'esplanació del seu terreny per suavitzar el pendent de la seva parcel·la. Aquests treballs posaren de manifest novament conjunts rierencs i taques cendroses disseminades, es posà en contacte amb Grimau i novament aquest amb el grup arqueològic. D'aquesta manera tingué lloc, per segona vegada, una excavació d'urgència, datada l'any 1986, on es posaren de manifest 20 noves estructures.

## Cronologia
Durant la primeres tasques d'excavació es va atribuir una cronologia corresponent al Neolític mitjà (MUÑOZ 1965) de les sepultures de fossa. Aquesta possibilitat va estar qüestionada, i un cop comprovats els materials que apareixien en les estructures no es va poder emmarcar en aquests període. En aquest aspecte només comparteixen asincronia temporal les estructures (E7 i E10) del jaciment els quals van ser datats en la primera Edat del Ferro, i la resta d'estructures van ser atribuïdes al Neolític mitjà a partir del materials lítics i ceràmics trobats dins d'un context que en primera instància no va semblar aixovar. Podem parlar d'un jaciment de tipus sepulcre funerari amb inhumació.

## Les troballes

### Estructures
Es van recuperar més de 20 estructures, de les quals 5 fosses amb inhumació pertanyents tant adults de sexe masculí com femení. A les diferents sepultures la manca d'aixovar va ser un fet generalitzat. Totes aquestes estructures són fosses de diferent mida, una de las quals es troba envoltada per pedres de riu. Quatre adults (tres dones i un individu de sexe indeterminat) i un infant componen la població inhumada.
Cal destacar que una de les estructures es pot atribuir a una cabana de tipus enfonsada, que serviria per a l'allotjament provisional o temporal, o com a estructura per tasques de conservació.

### Material lític
Pel que fa a la indústria lítica es van torbar; ascla laminar de sílex sense retocs, un gratador sobre ascla cortical de sílex negre, un ascla denticulada, un fragment medial de làmina de sílex marró, tres esclats curts de sílex de diferents color, un esclat llarg ample de sílex gris, algun gratador i altres materials de la mateixa tipologia i/o funcionalitat, alguns dels quals amb alteracions carbòniques pel foc.

### Ceràmica
La ceràmica trobada dins les estructures sepulcrals van ser associades al complex tecno-cultural del Neolític Antic Evolucionat i associació a la ceràmica cardial/postcardial.

### Fauna
Nombroses restes de malacofauna (mol·luscs), així com de cérvol. Pel que fa a una troballa de les més singulars de l'excavació va ser la d'un èquid del qual només coneixem un altre cas en el nord d'Europa amb les mateixes característiques, on s'interpreta que fora un cas de ritualització amb una gran càrrega simbòlica o corresponent a una ofrena en memòria del cos corresponen a la nia trobada en una de les estructures sepulcrals.

### Material metàl·lic
Es van identificar quatre fragments de lingot de coure o bronze repartits aleatòriament.